# Taiwansånghöna
Taiwansånghöna (Arborophila crudigularis) är en fågel i familjen fasanfåglar inom ordningen hönsfåglar.

## Utbredning och systematik
Fågeln förekommer i bergsskogar på Taiwan. Den behandlas som monotypisk, det vill säga att den inte delas in i några underarter.

## Status och hot
Trots att arten har ett begränsat utbredningsområde och dessutom minskar i antal anses beståndet vara livskraftigt. Världspopulationen uppskattas till mellan 20 000 och 50 000 vuxna individer.